# Bohlen (Familienname)
Bohlen ist ein deutscher Familienname.

## Herkunft und Bedeutung
Bohlen ist in seiner Hauptbedeutung ein Patronym zu einem deutschen Rufnamen mit dem althochdeutschen oder altsächsischen Namenglied bald (deutsch: kühn oder stark). Der Familienname geht entweder auf den einstämmigen Rufnamen Baldo oder auf Kurzformen zu Vollformen wie Baldwin oder Baldreich zurück.

## Varianten
- Bohle, Bohl, Bohls und Bohlens

## Namensträger
- Adrian Bohlen (1679–1727), deutscher Musiker
- Agnes von Bohlen (1829–1905), deutsche Pädagogin, Autorin und Übersetzerin
- Albert Bohlen († 1665), von 1632 bis 1638 Bürgermeister von Aurich
- Anne Bohlen (* 1948/1949), US-amerikanische Filmproduzentin
- Avis Bohlen (* 1940), US-amerikanischer Diplomat
- Babette Bohlen (* 1966), deutsche Richterin und politische Beamtin
- Balthasar Ernst von Bohlen (1699–1789), preußischer Oberst und Chef des Altpreußisches Husarenregiment H 4
- Charles E. Bohlen (1904–1974), US-amerikanischer Diplomat
- Davey von Bohlen (* 1975), US-amerikanischer Musiker
- Dieter Bohlen (* 1954), deutscher Musiker und Produzent
- Eduard Bohlen (1846–1901), deutscher Kaufmann und Konsul
- Heinrich Edmund Bohlen (1851–1918), deutscher Kaufmann
- Heinz Bohlen (* 1935), einer der Entdecker der Bohlen-Pierce-Skala
- Henry Bohlen (1810–1862), deutsch-amerikanischer Brigadegeneral
- Hermann Bohlen (* 1963), deutscher Hörspielautor und -produzent
- Heidy Bohlen (* 1945), deutsche Schauspielerin
- Jim Bohlen (1926–2010), US-amerikanischer Umweltaktivist
- Josef Bohlen (1891–?), deutscher Kampfflieger im Ersten Weltkrieg
- Juliet Halbach-Bohlen (1835–1919), deutsche Schriftstellerin
- Julius von Bohlen (1820–1882), deutscher Gutsbesitzer und Geschichtsforscher
- Lothar Bohlen (1886–1978), deutscher Kaufmann
- Niklas Bohlen (* 2001), deutscher Schauspieler und Reporter
- Peter von Bohlen (1796–1840), deutscher Orientalist
- Philipp Christian von Bohlen (1718–1794), königlich-preußischer Generalleutnant
- Reinhold Bohlen (* 1946), deutscher Theologe
- Stefan Bohlen (* 1982), deutscher Kommunalpolitiker (CDU) und Bürgermeister
- Thomas Bohlen (* 1968), deutscher Geophysiker
- Wilfried Bohlen (1944–2025), deutscher Baptistenpastor und Vorsitzender von World Vision Deutschland